# Alfons VII. od Ribagorze
Alfons VII. od Ribagorze (španjolski: Alfonso VII de Ribagorza) (Zaragoza, 1487. — 1550.), rođen kao Alfonso Felipe de Gurrea y Aragón, bio je aragonski plemić, vojvoda Lune i grof Ribagorze.
Bio je sin grofa i potkralja Ivana od Ribagorze i njegove supruge Marije (María López de Gurrea Torrellas) te pranećak Ferdinanda II. Katoličkog od Aragonije.
Živio je u Pedroli, a oženio je prvo, 1503., gospu Izabelu (Isabel de Cárdona y Enríquez), koja je bila bliska rođakinja kralja Ferdinanda II.
Djeca Don Alfonsa i njegove prve žene Izabele:
- Aldonza de Aragón y Cárdona, žena vikonta Guilléna Ramóna de Castro Pinósa
- María de Aragón y Cárdona (barunica)
- Ana de Aragón y Cárdona, žena Juana de Torrellasa de Gurreje y Bardajija
- Isabel de Aragón y Cárdona, žena Gonzala de Paternoya y Coscóna
- Juana de Aragón y Cárdona

Druga mu je supruga bila gospa Isabel de Espés. Nisu imali djece.
Njegova je treća supruga bila Ana Sarmiento y Ulloa, kći grofa Diega Sarmienta y Villandranda i njegove supruge Maríje.
Djeca Alfonsa i Ane:
- Martin de Gurrea y Aragón[2]
- Adriana de Aragón y Sarmiento
- Marina de Aragón y Sarmiento
- Esperanza de Aragón y Sarmiento
- Francisca de Aragón y Sarmiento
- Ana de Aragón y Sarmiento
- Catalina de Aragón y Sarmiento
- Ángela de Aragón y Sarmiento